# Эппинг-Форест
Эппинг-Форест (англ. Epping Forest) — неметрополитенский район (англ. non-metropolitan district) в графстве Эссекс (Англия). Административный центр — город Эппинг.

## История
Район был образован 1 апреля 1974 года в результате слияния городских районов Чигуэлл, Эппинг и Уолтем-Холи-Кросс, а также сельского района Эппинг и Онгар.
В 1994 году в Лондонский городской округ (боро) Энфилд была передана территория в 1.13 км² с деревней Энфилд-Айленд.
В 1995 году небольшая область вокруг станций Грейндж-Хилл и Родинг-Вэлли была переведена в Лондонский городской округ (боро) Редбридж.

## География
Район расположен в западной части графства Эссекс, граничит с графством Хартфордшир и Большим Лондоном.

## Состав
В состав района входит 6 городов:
- Бакхерст-Хилл
- Лаутон
- Уолтем-Абби
- Чигуэлл
- Чиппинг-Онгар
- Эппинг

и 31 община (англ. civil parish).